# Stary Cis
Stary Cis (kaszb. Starë Cës) – zniesiona kolonia wsi Nowy Cis w Polsce, w województwie pomorskim, w powiecie starogardzkim, w gminie Zblewo.
Miejscowość została zniesiona z dniem 1 stycznia 2015, jednocześnie zmieniono nazwę wsi Nowy Cis na Cis.
Miejscowość wchodziła w skład sołectwa Nowy Cis.
W latach 1975–1998 miejscowość administracyjnie należała do województwa gdańskiego.